# Zagalav Abdulbekov
Zagalav Abdulbekovič Abdulbekov (rusky Загалав Абдулбекович Абдулбеков, * 29. prosince 1945 Karata, SSSR) je bývalý sovětský zápasník, volnostylař.
V roce 1972 na Olympijských hrách v Mnichově vybojoval zlatou medaili. Dvakrát, v roce 1971 a 1973, vybojoval titul mistra světa, v roce 1969 bronz. V roce 1969 a 1972 vybojoval bronz na mistrovství Evropy. V roce 1966, 1968, 1969 a 1973 byl mistrem SSSR, v letech 1970 a 1971 bronzový. Věnoval se také trenérské práci.